# La herencia (película de 1964)
La herencia es una película de Argentina en blanco y negro dirigida por Ricardo Alventosa según el cuento homónimo de Guy de Maupassant que se estrenó el 10 de diciembre de 1964 y que tuvo como protagonistas a Juan Verdaguer, Alba Mujica y Nathán Pinzón.

## Sinopsis
Un matrimonio debe tener un hijo para cobrar una herencia, por lo que cuando ven que no lo logran piensan en la sustitución del hombre.

## Reparto
- Juan Verdaguer...	Leopoldo
- Nathán Pinzón...	Don César
- Ernesto Bianco... Terranova
- Oscar Caballero
- Alfredo Distasio
- Marisa Grieben...	Coralia
- Fernando Iglesias, Tacholas
- Marcelo Jaime
- Héctor Méndez
- Alba Mujica... Carlota
- Alberto Olmedo…Vendedor de ataúdes
- Silvio Soldán...Empleado
- Nelly Tesolín
- Salo Vasochi

## Comentarios
Manrupe y Portela opinan del filme:

"Inteligente adaptación de Maupassant en un film de humor negro y extraño, con numerosas referencias a la vida y la política de los primeros años 60'. Hay tanques en las calles, himno nacional en un trole, un ratón alemán y cierta influencia del cine francés de la época. Un clásico maldito, pocas veces valorado"